# Boršice u Blatnice
Boršice u Blatnice (in tedesco Borschitz) è un comune della Repubblica Ceca facente parte del distretto di Uherské Hradiště, nella regione di Zlín.